# Museo Etnogràfico Vallhonrat
El Museo Etnográfico Vallhonrat es un museo de Rubí creado en 1962. Entre las 8.000 piezas del museo destacan unas esculturas africanas de la cultura Fang, un utensilio precolombino o dos cuadros representativos del artista Pons Cirac. En 2014 el propietario era el empresario Pere Vallhonrat.La entidad fue galardonada con la Cruz de Sant Jordi en 2019 "por el ingente trabajo de coleccionismo, conservación y exposición, comenzado por Miquel Vallhonrat i Brau hace casi sesenta años, y continuado ininterrumpidamente por sus herederos, inicialmente con piezas de la familia de principios del XVIII . A lo largo de su dilatada trayectoria, la Fundación se ha convertido en un referente cultural indiscutible de Rubí y de Cataluña, especialmente en lo que se refiere a la protección, la difusión y la promoción del patrimonio histórico de la ciudad vallesana y de nuestro país".